# Ziemia Ognista (wyspa)
Ziemia Ognista (hiszp. Isla Grande de Tierra del Fuego) – wyspa leżąca na południowym krańcu Ameryki Południowej, oddzielona od stałego lądu Cieśniną Magellana, największa w archipelagu Ziemia Ognista. Jej zachodnia część należy do Chile, stanowiąc prowincję Ziemia Ognista; część wschodnia należy do Argentyny, stanowiąc część argentyńskiej prowincji Ziemia Ognista, Antarktyda i Wyspy Południowego Atlantyku. 
Wyspa ma bardzo nieregularny kształt i rozbudowaną linię brzegową, zwłaszcza w częściach południowej i zachodniej, gdzie występuje wybrzeże typu fiordowego. Wybrzeże atlantyckie jest najmniej rozbudowane, w części północnej znajduje się jedynie duża zatoka Bahia San Sebastián. Po stronie zachodniej, od strony Cieśniny Magellana, znajduje się podobna zatoka Bahia Inútil. Dalej na południu w głąb wyspy wcina się w kierunku południowo-wschodnim na głębokość ok. 60 km fiord Seno Almirantazgo. Najbardziej na wschód (w kierunku Oceanu Atlantyckiego) wysuniętym punktem wyspy jest przylądek Cabo San Diego, należący do Argentyny. Dalej na wschód, za cieśniną Le Maire’a, leży również argentyńska Wyspa Stanów.
Wyspa ma powierzchnię 47 992 km², co czyni ją 29. pod względem powierzchni wyspą świata. Jej rozciągłość z północnego zachodu (od Cieśniny Magellana) na południowy wschód (po Cabo San Diego) wynosi ok. 375 km, zaś z zachodu na wschód - ok. 420 km.
Zdecydowanie większa część wyspy jest górzysta, jedynie w części argentyńskiej na północy i wzdłuż wybrzeży atlantyckich ciągną się niewielkie pasy nizin. Najwyżej położony punkt to góra Monte Darwin (2488 m n.p.m.) po stronie chilijskiej. Najwyższe wzniesienie po stronie argentyńskiej sięgają niewiele ponad 1000 m n.p.m. Na wyspie jest wiele jezior. Największe z nich, rozciągnięte ze wschodu na zachód tektoniczne Lago Fagnano, ma długość ok. 100 km i w większości należy do Argentyny. Największym jeziorem po stronie chilijskiej jest Lago Blanco.
Główne miasta: Ushuaia i Río Grande po stronie argentyńskiej oraz Porvenir po stronie chilijskiej.